# Roberto Ferri (pittore)
Roberto Ferri (Taranto, 20 febbraio 1978) è un pittore italiano.

## Biografia e produzione artistica
Diplomato a Taranto al Liceo artistico "Lisippo", si trasferisce a Roma nel 1999 dove 
si forma presso l'Accademia di Belle Arti di Roma, laureandosi con 110 e lode nel 2006, nel corso di scenografia.
La pittura di Ferri è fortemente influenzata dallo stile caravaggesco, neoclassico e dei preraffaelliti. Nel suo lavoro talvolta si notano anche elementi di iperrealismo fotografico.
La lezione dei grandi artisti del passato è importantissima dal punto di vista tecnico, compositivo, coloristico, ma anche tematico, soprattutto per quanto riguarda l'aspetto onirico dell'Ottocento; questo bagaglio culturale si pone come base da cui l’artista si muove concettualmente per dare vita a opere contemporanee, spesso inquietanti..
Fra le esposizioni personali, si ricordano Oltre i sensi/Beyond the senses (2009), curata da Fabio Isman presso il Complesso del Vittoriano e poi riproposta all'Istituto Italiano di Cultura di Londra, con catalogo edito da Skira; Noli foras ire (2013) presso il Palazzo delle Esposizioni di Roma, sotto la supervisione di Vittorio Sgarbi e con catalogo edito da Giunti, in cui vennero esposti, tra gli altri, alcuni dipinti facenti parte della Via Crucis commissionata al pittore per la Cattedrale di Noto; L'eternità della pittura (2014), presso la Galleria ETRA evénts di Firenze, presentata da Vittorio Sgarbi, che per l'occasione definì Ferri «perverso e fantasioso, senza sentirsi estraneo alla contemporaneità» e «un pittore antico che applica il suo magistero a pensieri moderni».
Nel 2011 ha preso parte con un'opera a soggetto sacro alla 54ª Biennale di Venezia, mentre con l'opera Gaia partecipa all'Expo di Milano 2015, all'interno del Padiglione Eataly, nell'ambito della mostra Il tesoro d'Italia, curata da Vittorio Sgarbi.
Nel 2018 la Fondazione Stelline di Milano ha dedicato all'artista la personale Oscura Luce, curata da Angelo Crespi. Esposizione che nello stesso anno è stata riproposta presso il Complesso Monumentale dello Steri di Palermo.
Nel 2021 in occasione dell'anniversario dei 700 anni dalla morte di Dante Alighieri ha realizzato Il Bacio di Dante e Beatrice, un'opera che suggella la sublimazione di un bacio mai avvenuto, con la scelta, da parte del pittore, del modello e attore italiano Edoardo Sferrella come riferimento per la figura del Sommo Poeta; il dipinto è stato commissionato da Magnum per la campagna MagnumXDante in partnership con le Scuderie del Quirinale ed è stato esposto presso Palazzo Firenze di Roma.

## Stile e contenuti
Ferri rende visibile nelle sue opere un conflitto interiore tra il bene e il male, dando forma al pensiero, all'idea, al sentimento o all'emozione.
Nel suo linguaggio simbolista i corpi sono la raffigurazione dell'anima: perfetti se pura, deformati se corrotta o perduta.
Come spiega l'artista in un'intervista: i demoni rappresentano anche inquietudini quotidiane, sono vicende ed esperienze di vita viste attraverso il filtro della pittura e che assumono quindi tutt'altra forma: ecco che forme demoniache, deformazioni del corpo, sono in realtà anche deformazioni dello spirito. L’aspetto surreale è collegato quindi a quello della deformazione dell'anima.
Spesso sono presenti nelle sue opere elementi di ferro battuto, come ad esempio gli astrolabi, strumenti di misurazione che assumono però tutt’altra funzione, quasi di controllo: rappresentano la parte razionale che cerca di controllare le deformazioni dello spirito, anche in maniera dolorosa.
Le opere di Ferri, intrise da un’atmosfera misteriosa e caravaggesca, raccontano un mondo interiore nato da ispirazioni improvvise o visioni notturne.
(Roberto Ferri)